# Condado de Goshen
El condado de Goshen (en inglés: Goshen County) fundado en 1911 es un condado en el estado estadounidense de Wyoming. En el 2000 el condado tenía una población de 12.538 habitantes en una densidad poblacional de 2 personas por km². La sede del condado es Torrington.

## Geografía
Según la Oficina del Censo, el condado tiene un área total de 5781 km² (2232,0 mi²), de la cual 5763 km² (2225,1 mi²) es tierra y 18 km² (6,9 mi²) (0.31%) es agua.

### Condados adyacentes
- Condado de Niobrara - norte
- Condado de Platte - oeste
- Condado de Laramie - sur
- Condado de Banner - sureste
- Condado de Scotts Bluff - este
- Condado de Sioux - este

### Carreteras
- U.S. Highway 26
- U.S. Highway 85

## Demografía
En el 2000 la renta per cápita promedia del condado era de $$32,228, y el ingreso promedio para una familia era de $40,297. En 2000 los hombres tenían un ingreso per cápita de $27,713 versus $17,584 para las mujeres. El ingreso per cápita para el condado era de $15,965. Alrededor del 13.90% de la población estaba bajo el umbral de pobreza nacional.

## Comunidades

### Ciudad
- Torrington

### Pueblos
- Fort Laramie
- La Grange
- Lingle
- Yoder

### Lugares designados por el censo
- Hawk Springs
- Huntley
- Veteran

### Otras comunidades
- Jay Em